# Alexander Stuart Murray
Alexander Stuart Murray (8 de janeiro de 1841 — março de 1904) foi um arqueólogo escocês, nasceu em Arbroath, e foi educado lá, na Real High School, Edimburgo e nas Universidades de Edimburgo e de Berlim.
Em 1867, ele entrou para o Museu Britânico como assistente no departamento de antiguidades gregas e romanas sob Sir Charles Newton, a quem o sucedeu em 1886. Seu irmão mais novo, George Robert Milne Murray (1858-1911), foi nomeado chefe do departamento de botânica em 1895, sendo o único caso de dois irmãos se tornando chefes de departamentos no museu. Em 1873, Dr. Murray publicou o Manual of Mythology, e no ano seguinte contribuiu para uma revisão atualizada de dois artigos - um sobre a questão homérica - o que levou a ter uma amizade com o Sr. Gladstone, o outro sobre pintores gregos. Em 1880-1883, ele elaborou um estudo sobre a história da escultura grega, que ao mesmo tempo tornou-se um modelo de trabalho sobre o assunto. Em 1886, ele foi selecionado pela Sociedade de Antiquários da Escócia para elaborar palestras sobre arqueologia, dos quais elaborou o  seu Handbook of Greek Arqueologia (1892).
Entre 1894-1896 Murray dirigiu algumas escavações na ilha de Chipre, entre elas as de Enkomi. Estas foram realizadas por meio de uma doação de £ 2.000 de Miss Emma Tournour Turner. Os objetos obtidos nas escavações foram descritos em ilustrações publicadas pelos curadores do museu em 1900.

Em reconhecimento aos serviços prestados à arqueologia, ele foi nomeado LL.D. da Universidade de Glasgow em 1887 e eleito membro correspondente da Academia de Ciências de Berlim, em 1900.